# Jorge Silvestre
Jorge Silvestre Pastor (Masamagrell, Valencia, 11 de mayo de 1994) es un actor de cine, televisión y teatro español. Fue ganador del premio  ’Un Futuro de Cine’ de Cinema jove. Es conocido por dar vida a Tirso en la serie de Atresplayer Alba.

## Biografía
Nació en Valencia el 11 de mayo de 1994. Tiene ascendencia francesa por parte de padre, aunque posteriormente se mudó a Masamagrell, donde prueba por primera vez el teatro en la escuela secundaria. Imparte clases de Solfeo, guitarra y canto. En 2014 se presenta a las pruebas de acceso de la Escuela Superior de Arte Dramático de Valencia y es seleccionado para cursar los estudios. En 2016 realiza su primer trabajo profesional en el largometraje 'AMAR' del director nominado al Óscar Esteban Crespo interpretando el personaje de 'El moro'. Ha trabajado a la órdenes de directores como Enrique Urbizu, Alejandro Amenábar o Álex Montoya entre otros.

## Filmografía

### Películas
| Año  | Nombre                  | Director           |
| ---- | ----------------------- | ------------------ |
| 2017 | Amar                    | Esteban Crespo     |
| 2017 | Asamblea                | Álex Montoya       |
| 2018 | Mientras dure la guerra | Alejandro Amenábar |
| 2019 | L’ofrena                | Ventura Durall     |
| 2022 | HollyBlood              | Jesús Font         |
| 2024 | Valenciana              | Jordi Núñez        |
| 2024 | El correo (película)    | Daniel Calparsoro  |

### Televisión
| Año         | Título                  | Cadena         | Personaje           | Episodios     |
| ----------- | ----------------------- | -------------- | ------------------- | ------------- |
| 2017        | Centro Médico           | La 1           | Pablo Bravo         | 2 episodios   |
| 2018        | Estoy vivo              | La 1           | Dientes de oro      | 1 episodio    |
| 2019        | Gigantes                | Movistar Plus+ | Óscar               | 3 episodios   |
| 2019        | Luimelia                | Atresplayer    | Jonathan            | 2 episodios   |
| 2021        | Alba                    | Atresplayer    | Tirso               | 13 episodios  |
| 2022 - 2023 | Servir y proteger       | La 1           | Saúl Galván Padilla | 102 episodios |
| 2022        | La ruta                 | Atresplayer    | Chico barra         | 1 episodio    |
| 2023        | Noche de chicas         | Vix            | Dani                | 3 episodios   |
| 2023        | Nacho                   | Atresplayer    | Alfaro              | 1 episodio    |
| 2024        | Asalto al Banco Central | Netflix        | Miguel Ángel Millán | 6 episodios   |
| 2025        | Mariliendre             | Atresplayer    | Nino                | 6 episodios   |